# Nachal Chovevej Cijon
Nachal Chovevej Cijon (hebrejsky: נחל חובבי ציון) je vádí v Izraeli, v Judských horách ve městě Jeruzalém.
Začíná v nadmořské výšce přes 700 metrů v západní části Jeruzaléma. Směřuje pak k jihu rychle se zahlubujícím údolím, které odděluje univerzitní čtvrť Giv'at Ram a obytnou čtvrť Bejt ha-Kerem. Po dně údolí vede nově dálniční komunikace Sderot Menachem Begin. Vádí pak míjí z východu čtvrť Giv'at Mordechaj a za ní ústí zprava do vádí Nachal Rechavja.